# エヴノ・アゼフ
エヴノ・フィシェレヴィチ・アゼフ（ロシア語: Е́вно Фи́шелевич А́зеф、Evno Fishelevich Azef、1869年 - 1918年4月24日）は、ロシア帝国の革命家。エスエル（社会革命党）の幹部にして、ロシア革命史上最大の内通者、スパイとして複雑怪奇な一生を送った。別名エヴゲニー・フィリッポヴィチ・アゼフ（Евге́ний Фили́ппович А́зеф）。

## 生涯
1868年ロシア帝国グロドノ県（現在のベラルーシ）のユダヤ人洋服職人・小商人の家庭に生まれる。1874年家族と一緒にロストフ・ナ・ドヌーに移る。暮らしは貧しかったが、6人の兄弟姉妹とともに、ロストフ中学校に進学した。
卒業後、芸能人の一座に入って旅巡業をしたり、商売や事務所勤務をしたりする。そのうちにユダヤ人の革命サークルに参加し、商売などで各地を回る内に他の革命組織との間に関係を持つようになっていった。文書配布の容疑で逮捕される前に、国外に出奔した。

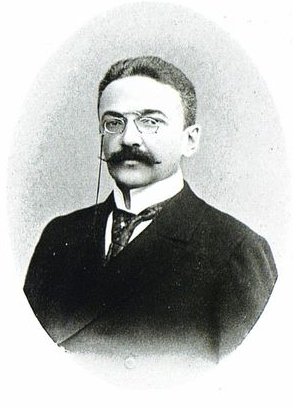
アレクシー・ロプーヒン

たまたまある商人にバターを売却して、800ルーブルの資金を得る。その後、ウィーンからミュンヘンを経て、カールスルーエに移る。1892年カールスルーエの工業大学に入学する。1893年在学中にサンクトペテルブルク警保局長のアレクシー・ロプーヒンに匿名で手紙を送り、情報提供者になることを申し出た。当局の筆跡鑑定によって、内通を申し出た人物がアゼフであることを突き止められ、保安部のスパイとなり、亡命者や留学生についての情報提供活動を開始した。

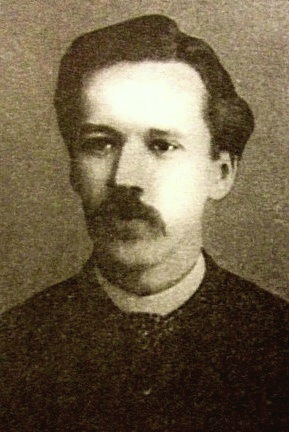
セルゲイ・ズバートフ

1898年大学を卒業し、電気技師の資格を得る。電気技師の傍ら、革命活動では、ロシア社会革命同盟の代表者となる。同時に御用組合の組織化による労働者の懐柔を狙う保安部長官セルゲイ・ズバートフの指導を受けながら、革命派の同志達の信頼を得ていった。1901年家族と共に出国し、ベルリンに移る。
社会革命同盟の代表であったマリヤ・セリュークとともに、エスエル（社会革命党）を結成する。さらにアゼフは1903年エスエル党首ゲルシューニが逮捕された後、ボリス・サヴィンコフと共に要人暗殺組織「社会革命党戦闘団」を結成し、戦闘団の指導者、党中央委員となる。実際の戦闘団の指導はサヴィンコフが行い、サヴィンコフ指揮の下に1904年内務大臣ヴャチェスラフ・プレーヴェと皇帝ニコライ2世の叔父でモスクワ総督のセルゲイ大公の暗殺に成功する。さらに内相ドルノヴォ、ミルヌ将軍等の暗殺を手がけるなど、帝政ロシア秘密警察のスパイでありながら社会革命党のテロリストとしてロシア革命で最も革命的とまで評されるまでになった。無論、一連のアゼフによる暗殺行為は秘密警察の黙認するところであったが、一部ではアゼフの行為の行き過ぎを批判する向きが秘密警察にもあった。
1905年のロシア第一革命では、反乱に使う武器密輸を組織するが、この計画の背後には、日露戦争でヨーロッパを舞台に諜報・謀略活動に当たった明石元二郎陸軍大佐（後、大将）がいたとされる。なお、明石が陸軍参謀本部に提出した復命書には、アゼフ（このときのコードネーム、デカンスキーの名称で表記）に対して4万円（現在の約3億円）の運動資金を与えたと報告している。明石はアゼフが1905年6月に起きた戦艦ポチョムキンの反乱に関与したと見なしていたが、実際には、アゼフはこの事件には無関与であった。
テロルの傍ら、当局のスパイとしての活動も怠らず、情報を流し、同志を逮捕させた他、エスエルの立てた暗殺計画を失敗に終わらせてもいる。1906年には戦闘団は活動を停止せざるを得なくなるほど追いつめられる。アゼフ自身は、党の資金2万ルーブルを借り外国に逃げた。1907年帰国し、脱走に成功したゲルシューニと戦闘団を復活させた。しかし、この頃から内通者としてアゼフの名が取りざたされるようになる。
1908年アゼフが中心になって皇帝ニコライ2世の暗殺が計画されるが、失敗する。アゼフがスパイであると告発したブルツェフは、党による査問を受けたが、アゼフをスパイとして採用したロプーヒンから、アゼフの正体が漏れることになる。しかし、この期に及んでも、エスエル党中央委員会は、アゼフの裁判なしの処刑に反対した。また、戦闘団員たちは、アゼフを信じて、アゼフ処刑の場合は、中央委員全員を射殺すると脅迫する始末であった。
党中央委員会は、アゼフを非難し、ヴィクトル・チェルノフら党幹部がアゼフのアパルトマンで査問を実施することになった。しかし、最後の瞬間、アゼフは、深夜に逃亡し姿を消した。チェルノフは責任を負い中央委員を辞任した。
アゼフは、西ヨーロッパを遍歴し、ベルリンに住む。以後、ベルリン、ロンドン、ニューヨークで株の売買で生計を立てる。株式仲買人として成功し、夏休みは大半を南仏で賭博に興じて過ごしていたが、1914年第一次世界大戦勃発に伴い、破産する。さらにドイツ帝国当局によって、ロシアに引き渡すべき革命家・テロリストと見なされ逮捕・投獄される。
1917年釈放され、ソビエト・ロシアに引き渡されることなく、ドイツ外務省に勤務する。1918年腎臓病のため死去。

## 書籍
- ボリス・ニコライェフスキー『革命のユダ・アゼーフ』荒畑寒村訳、現代思潮社、1970年
- ロマン・グーリ『アゼーフ』 神崎昇訳、河出書房新社、1970年